# Maxi Priest
Maxi Priest, né le 10 juin 1961 à Lewisham en Angleterre, est un chanteur de reggae. Il est le neveu du chanteur de reggae Jacob Miller.

## Biographie
Maxi Priest, de son vrai nom Max Elliott, est né au sein d'une famille nombreuse (il a neuf frères et sœurs) dont la mère était pasteur pentecôtiste. Il se lance dans la musique reggae dans les années 1980 et devient le premier chanteur né en Angleterre à être issu du fameux sound-system Saxon Sound.
Il sort son premier album You're Safe en 1985. S'ensuivront deux autres (Intentions en 1985 et Maxi Priest en 1986) qui ne connaissent qu'un succès moyen. C'est cependant avec son troisième album que Maxi Priest réussit à se faire connaître avec la reprise de la chanson Wild World de Cat Stevens. En 1987, il apparaît dans le film grec Oh Babylone de Costas Ferris.
Deux ans plus tard il sort l'album Bonafire, en 1990. En Septembre 1991 il connait un immense succès en duo avec Roberta Flack (Set the Night to Music). En 1992, il sort de nouveau un album Fe real et en 1996 l'album Man With the Fun contenant son titre  That Girl qu'il interprète en duo avec le rappeur Shaggy. En 1997, il enregistre un duo avec Jane Fostin, ex-Zouk Machine If You Won't Forgive Me. En 1999, il sort l'album CombiNation. En 2005, il publie un nouvel album du nom de 2the max où il fait une reprise de Felds, une chanson de Sting.
Il a été annoncé en 2008 que Maxi Priest serait le nouveau chanteur du groupe anglais UB40.

## Discographie
- You're safe (1985)
- Intentions (1986)
- Maxi Priest (1988)
- Boniface (1990)
- Fe real (1992)
- Man whith the fun (1996)
- 'the best of Maxi Priest(1998)
- Combination (1999)
- 2the Max (2005)
- Refused (2007)
- Easy to love (VP Records - 2014)